# Marmurowy faun
Marmurowy faun – ostatnia powieść amerykańskiego pisarza i nowelisty Nathaniela Hawthorne'a z 1860. Utwór zwykło klasyfikować się do gatunku powieści gotyckiej ze sporym wpływem powieści psychologicznej. Marmurowy faun opowiada o przygodach trzech amerykańskich artystów: Hildy, Miriam i Kenyona w Rzymie oraz ich kontaktach z siłami nadprzyrodzonymi; dużą część utworu zajmują również osobiste obserwacje autora z jego podróży po Włoszech, którą odbył w 1857.

## Tytuł
Tytułowy Marmurowy faun jest w istocie aktem greckiego rzeźbiarza okresu późnoklasycznego Praksytelesa, znajdującym się obecnie w galerii rzeźby w Rzymie. Faunem w powieści nazywany zostaje również hrabia Donatello Monte Beni - z początku radosny, cieszący się życiem Włoch, który na skutek nieszczęśliwej miłości zamienia się w ponurego i mrocznego bohatera romantycznego.